# Mamahira AC
Mamahira Athletic Club w skrócie Mamahira AC – malijski klub piłkarski, grający w drugiej, a niegdyś w pierwszej lidze, mający siedzibę w mieście Kati.

## Sukcesy
- Puchar Mali[1]:
  - finał (1): 2001.

## Występy w afrykańskich pucharach
| Sezon | Rozgrywki                 | Runda | Kraj                     | Klub       | Dom | Wyjazd | Dwumecz |
| ----- | ------------------------- | ----- | ------------------------ | ---------- | --- | ------ | ------- |
| 2002  | Puchar Zdobywców Pucharów | 1     | Wybrzeże Kości Słoniowej | ASC Bouaké | 0–4 | 0–2    | 0–6     |

## Stadion
Domowe mecze klub rozgrywa na stadionie o nazwie Stade Vincent Traoré w Kati. Stadion może pomieścić 3500 widzów.

## Reprezentanci kraju grający w klubie od 2016 roku
Stan na lipiec 2023.
| - Amadou Diamoutène |